# Wolfgang Ludwig (Künstler)
Wolfgang Ludwig (* 8. Februar 1923 in Mielesdorf; † 25. März 2009 in Berlin) war ein deutscher Künstler. Er gilt als einer der wichtigsten deutschen Vertreter der Op-Art.

## Leben

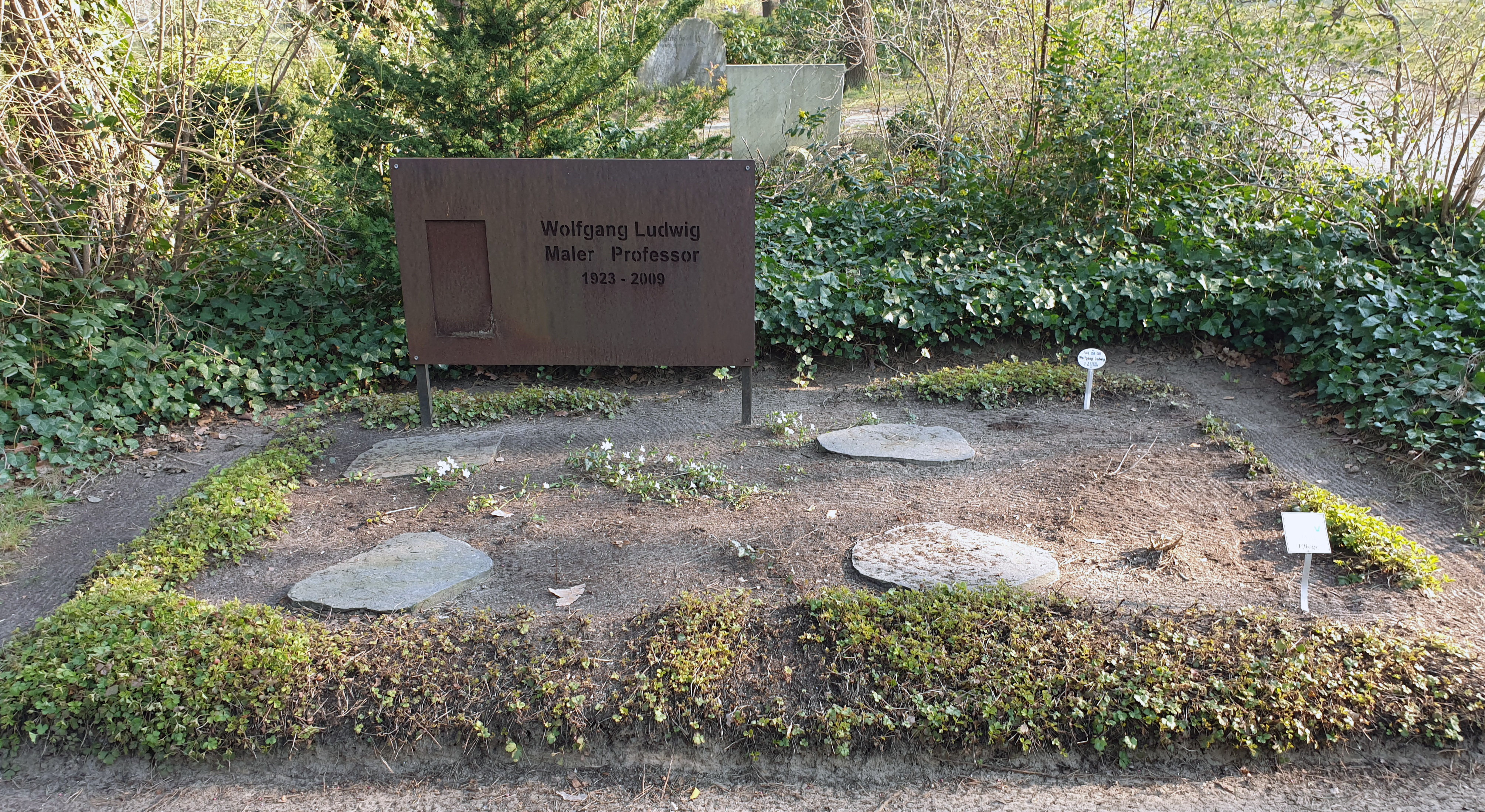
Grabstätte, Waldfriedhof Zehlendorf

Wolfgang Ludwig wurde 1923 in Mielesdorf in Thüringen geboren. Er studierte zunächst (1947–1950) an der Hochschule für Grafik und Buchkunst in Leipzig und absolvierte daran anschließend (1950–1956) ein Zweitstudium an der Hochschule für Bildende Künste in Berlin bei Hans Uhlmann und Alexander Camaro. 1955 erhielt er ein Stipendium der Studienstiftung des deutschen Volkes. Von 1956 bis 1967 arbeitete er als freier Mitarbeiter des Berliner Architekten Paul G. R. Baumgarten. 1967 trat er eine Stelle als Dozent an der Akademie für Grafik, Druck und Werbung an. Von 1971 bis 1991 arbeitete er als Professor für Visuelle Kommunikation an der Hochschule für Bildende Künste. Von 1978 bis 1989 war er 1. Vorstandsvorsitzender des Berufsverband Bildender Künstler Berlin (Eigenschreibweise: berufsverband bildender künstler*innen berlin).
Wolfgang Ludwig starb 2009 im Alter von 86 Jahren in Berlin. Sein Grab befindet sich auf dem Waldfriedhof Zehlendorf.

## Einzelausstellungen
- 1966 Berlin, situationen 60 galerie, kinematische scheiben
- 1967 Wien, Galerie St. Stephan (mit Cam Estenfelder, Jürgen Graaff), Com
- 1969 St. Gallen, Galerie 58, (mit Arnulf Letto)
- 1970 Bochum, Galerie m (mit François Morellet)
- 2000 Berlin, Schwartzsche Villa, happy days, Bilder und Collagen 1997–2000

### Eigene Textbeiträge
- in: Europäische Avantgarde (Katalog). 1963, Galerie d im Römer, Frankfurt am Main
- in: Nove Tendencije 3 (Katalog). 1965, galerija suvremene umjetnosti muzej za umjetnost i obrt, Zagreb
- in: Contact 68 Belgien – Deutschland (Katalog), Kelkheim/Taunus
- in: Multiples. 1973, Institut für Auslandsbeziehungen, Stuttgart; Museum für Moderne Kunst, Belgrad

### Über Wolfgang Ludwig
- W. C. Seitz (Hrsg.): The Responsive Eye (Katalog). Museum of Modern Art, New York 1965.
- Junge Generation – Maler und Bildhauer in Deutschland. Akademie der Künste Berlin 1966.
- Visuell – Konstruktiv. Kunstverein Berlin, Kunstbibliothek Berlin 1968.
- Kunst aus dem Computer. Publikation von MIT und TU Berlin zur Sommerkonferenz: Der Computer in der Universität 1968.
- berlin kunst 68 (Katalog). 1968.
- G. Pfeiffer: Deutsch-belgische Begegnung, Contact 68. In: Frankfurter Allgemeine Zeitung. 20. November 1968.
- Optical Art. Kunst- und Museumsvereins Wuppertal 1969.
- Konstruktive Kunst: Elemente und Prinzipien (Katalog), Kunsthalle Nürnberg zur Biennale, Nürnberg 1969.
- Konstruktivna Umetnost: Elementi Principi. Muzej suvremene umetnosti Belgrad 1969.
- mini. objekte, bilder. Galerie Daedalus, Berlin 1969.
- Grafik und Multiples. Institut für Auslandsbeziehungen Stuttgart, Museo di Arte Moderno, Mexiko-Stadt 1973.
- Dadamaino/Gonschior/Letto/Ludwig/Tornquist. Galerie Team colore, Mailand 1974.
- Kunstübermittlungsformen, Vom Tafelbild bis zum Happening. Neuer Berliner Kunstverein; Neue Nationalgalerie Berlin 1977.
- 30 Jahre BBK. Staatliche Kunsthalle Berlin 1980.
- Arte programmata e cinetica 1953–1963, L’ultima vantguardia. Palazzo Reale, Mailand 1983.
- Sammlung Etzold, Ein Zeitdokument. Städtisches Museum Abteiberg, Mönchengladbach 1987.
- Stationen der Moderne. Berlinische Galerie, Berlin 1988.
- 40 Jahre Kunst in der Bundesrepublik Deutschland. Städtische Galerie Schloß Oberhausen 1989.
- Die Verwandlung. Parochialkirche Berlin; Kulturbahnhof Bremen-Vegesack 1992/1993.
- J. König: Konkrete Kunst in den RUB-Kunstsammlungen (Kunstsammlungen der Ruhr-Universität Bochum). In: Informationsdienst Wissenschaft. 1998.
- M. Lauter (Hrsg.): Konkrete Kunst in Europa nach 1945 – die Sammlung Peter C. Ruppert. Würzburg 2002.
- S. D. Sauerbier: Farbe und Bewegung, Bilderwirklichkeit und Wahrnehmung – von Interessen. In: Künstler – Kritisches Lexikon der Gegenwartskunst. Ausgabe 67, München 2004.